# Miljkovac (Czarnogóra)
Miljkovac (cyr. Миљковац) – wieś w Czarnogórze, w gminie Plužine. W 2011 roku liczyła 15 mieszkańców.
We wsi znajduje się Kompleks Pamięci "Dola".